# 白州
白州，唐朝时设置的州。
武德四年（621年）置南州，同时置朗平、周罗、龙豪、淳良、建宁五县。武德六年（623年），改为白州，治所在博白县（在今广西壮族自治区博白县城）。贞观六年（632年），以廉州的大都县隶之。贞观十二年（638年）省朗平县、淳良县，后又省大都县。天宝元年（742年），改白州为南昌郡，乾元元年（758年）复为白州。大历八年（773年），以龙豪县隶顺州。西南百里有北戍滩，咸通中。安南都护高骈募人平其险石，以通舟楫。下辖四县：博白县、建宁县、周罗县、南昌县。土贡：金、银、珠。户二千五百七十四，口九千四百九十八。
北宋政和元年（1111年），省白州入郁林州，政和三年（1113年），在博白县复置白州。南宋绍兴（1131年-1162年）年间，再省白州，博白县入郁林州。以后不复置白州。
白州刺史
- 庞孝泰（662年）
- 覃崇位（开元初年）